# CO-CóLO
CO-CóLO（ココロ）は、日本のロックバンド。

## 概要
沢田研二のバックバンドとしてエキゾティクス（EXOTICS）解散後の1985年に結成。リーダー兼バンドマスターはカルトGSとして名高いハプニングス・フォーの元メンバーでクニ河内の実弟、チト河内。沢田研二と活動を共にした後、1988年7月に解散した。
同バンド結成の1985年、沢田はザ・タイガース時代から長らく在籍した渡辺プロダクションを独立し、個人事務所株式会社ココロを設立した。またそれに伴いレコード会社もポリドール（現ユニバーサル・ミュージック）から東芝EMIに移籍となった。この背景には他者のプロデュースを退け、沢田自身のよりアーティスティックな表現を自身の意志で制作するための環境作りがあった。
そしてその意志を音楽面で確立するために結成されたのがこのCO-CóLOである。チト河内を中心にツインドラムという従来にないスタイルで、ベテランを中心にした技巧派揃いの編成となったこのバンドには自身の事務所と同じ名を冠し、沢田本人はCO-CóLOを単なる「バックバンド」ではなく、「沢田をボーカリストとするバンド」と位置付け（これはエキゾティクスでも同様）、音源制作とライブ活動の全てを共にする密接な関係を築いた。
しかしその音楽性は受け入れられたとは言い難く、レコードのセールスも減少してしまった。1988年の解散後、沢田はエキゾティクス時代以来となる吉田建との共演により、再び煌びやかなロックサウンドに回帰することとなる。

## メンバー
- チト河内（ドラム）
- 上原裕→原田祐臣（ドラム）
- 石間秀機（ギター）
- クマ原田→竹内正彦（ベース）
- 篠原信彦（キーボード）

## スタイル
前述通り単なる「バックバンド」の域を超えたスタイルで、当時の作品には「沢田研二／CO-CóLO」とクレジットされたり、メンバー表記においても「CO-CóLO by KENJI SAWDA CHITO KAWACHI……」とクレジットされるなどあくまで同等、「ボーカリストに沢田を含むバンド」というスタンスを貫いた。アーティスト写真でも沢田を含むメンバー全員の集合写真も多い。

## サウンド
前述通り、ツインドラムを中心としたAORサウンドを基調としている。楽曲はそれまでの沢田のキャリアとは異なり、文字通りアダルトで落ち着いたムードの情感溢れるサウンドが多い。最初の１年はヴァイオリンが主な曲もあった。ライブにおいては、沢田の過去の楽曲もこうしたテイストにリアレンジされた形で演奏されることも多かった。デビュー作となった「アリフ・ライラ・ウィ・ライラ 〜千夜一夜物語〜」では「オリエンタル」を意識した旋律と演奏である一方、「きわどい季節」では全編にストリングス演奏を導入したクラシカルなテイストを用い、また「TRUE BLUE」ではフォークソング、「EDEN」ではボサノヴァといったようなベテランならではの多様な音楽的表現を見せていた。

## 解散後
それぞれプレーヤー、作曲家、アレンジャー、プロデューサー、スタジオミュージシャン等として活動している。元々メンバーはチト河内の知己で構成されていることもあって、様々なプロジェクトでメンバーは度々共演している。ただし沢田との共演はほとんどない。

## 作品

### シングル（沢田研二作品）
- アリフ・ライラ・ウィ・ライラ 〜千夜一夜物語〜 （1986年4月23日）
- 女神 （1986年10月22日）
- きわどい季節 （1987年3月21日）
- STEPPIN' STONES （1987年7月22日）
- CHANCE （1987年11月16日）
- TRUE BLUE （1988年6月25日）

### アルバム（沢田研二作品）
- CO-CóLO 1 〜夜のみだらな鳥達〜 （1986年6月25日）
- 告白-CONFESSION- （1987年5月25日）
- TRUE BLUE （1988年7月24日）